# Psihoarhitectura
Psiho-arhitectura este un cuvânt ce definește studiul acțiunii spațiului construit asupra psihicului uman. El a fost lansat în cadrul primei din seria conferințelor ”Psihoarhitectura” organizate în Universitatea de arhitectura București, în mai 2014 de lect.dr.arh. Codruța Iana. Cuvântul este o licență lingvistică ce denumește explicit relația dintre cele două domenii de cunoaștere, arhitectură și psihologie. El apare și în titlul cărții cu același nume a conferinței ”Psihoarhitectura”, publicată în 2017 la editura  UAUIM. Psihoarhitectura include dar nu se confundă, conform definiției date, cu acțiunea psihologică a mediului, respectiv cu psihologia ambientală deoarece spațiul arhitectural prezintă valențe multiple și acționează diferit asupra psihicului uman. De asemenea relația dintre spațiul arhitectural și locuitorul său este una complexă, profund reciprocă, în același timp de locuire, de conținere, de aparținere și de creare în sensul de re-formare reciprocă. De aceea termenul care definește relația psihologică a omului cu spațiu pe care îl locuiește are nevoie de un cuvânt specific. 
Domeniul vast al acestui studiu a fost îmbogățit de cercetările încununate de cursul prof.dr.arh. Mariana Eftenie, ”Psihologia spațiului construit”, susținut în UAUIM și de conferințele sub umbrela psiho-arhitectura, organizate de lect.dr.arh. Codruța Iana, împreună cu prof.dr.arh. Mariana Eftenie, la UAUIM Conceptul a fost pe larg descris în cartea Psihearchitecture, publicată la Ed. Omniscriptum, Salzburg, în 2017, ca ”humanist paradigm in architecture”  , de integrat între cele de sustenabilitate (vezi articolul ”Psychoarchitecture values between the new paradigms of sustainable architecture”)